# 後藤嘉一
後藤 嘉一（ごとう かいち、1905年（明治38年）4月29日 - 1990年（平成2年）7月3日）は、昭和時代から平成時代初期に活躍した新聞記者、郷土史家。山形県の郷土史研究の先駆者として知られ、特に山形市史の編纂事業における中心的役割で評価されている。
小説家の後藤紀一は弟であり、孫は劇作家の後藤ひろひとである。

## 経歴

### 生い立ちと青年期
1905年（明治38年）4月29日、嘉一は山形県東村山郡山辺町の農家に、父嘉兵衛、母とみの間に生まれた。1920年（大正9年）3月、15歳で山辺小学校を卒業し、当初は自作農を志していた。しかし家業の農業が大正期の農業不況により困窮し、19歳で転身を余儀なくされた。
嘉一の初期の文学活動はこの時期からはじまっており、1919年（大正8年）9月には14歳で、同級生の高内寿郎、斎院喜一、峯田覚治らと文芸回覧月刊雑誌『楓』を第7号まで発行した。1923年（大正12年）8月には18歳で、同メンバーに近藤英雄を加えて同人回覧文芸誌『欠伸』を第6号まで出している。

### 新聞記者時代
1924年（大正13年）2月、「夕刊新山形」社に見習記者として入社し、汽車通勤で新聞記者としての活動を開始した。以後、『日刊山形』『山形新聞』などに移りながら、約14年間にわたってジャーナリストとして地域の出来事を記録し、社会部から政治部を担当した。
この時期に、両羽銀行頭取の三浦新七博士が主宰する「山形県郷土研究会」に参加し、郷土史研究への道を歩み始める。安斎徹（山形高等学校教授）、渡辺徳太郎（山形市立商業学校長）等諸先生の指導を受け、郷土史研究に取り組んだ。
1931年（昭和6年）には月刊誌『山形郷土研究』を創刊、第11号まで発行し、地域の歴史研究の普及に努めた。記者として培った取材力と文章力は、後の歴史研究において貴重な基盤となっている。
『日刊山形』時代には、経営陣の会計乱脈により給与不払いを経験し、1930年（昭和5年）、1932年（昭和7年）の2度、山形市では初めての組織的なストライキにかかわることとなる。その結果、1932年8月に治安維持法違反の嫌疑を受け、11月まで山形刑務所に収容、公判では執行猶予となった。

### 満州時代
1938年（昭和13年）、嘉一は国策としての満州開拓事業に参加した。東京に単身赴任し、拓務省の外郭機関である財団法人満州移住協会に入社し、弘報部に勤務しながら月刊機関誌『新満州』の編集に当たった。
その職務を通じて大陸への往復を数回行い、終戦を迎えるまでこの事業に関与した。その間、嘉一は満州開拓団を率いて北満入植地を視察するなど、山形県からの満州移民の歴史を間近で観察する機会を得た。この経験は後に『山形県史拓殖満州編』として結実することになる。
また同時に、この時期嘉一は「佐倉浩二」のペンネームを使用し、小説や戯曲等の作品を執筆し発表した。戯曲『民族の旗』（四條）を創作し、協会の移動劇団「独力舞台」により上演された。日本文学報国会、農民文学懇話会などに所属した他、満洲国協和会に入り特殊諜報任務にも就いたとされる。

### 戦後の活動
終戦後、嘉一は山形へ帰郷し、文筆活動を再開した。1952年（昭和27年）には「山形日報」の編集局長に就任し、同紙でコラム「こけしの眼」を毎日連載。1953年（昭和28年）には中央公民館建設運動を提起するなど、地域の文化活動を積極的に展開した。1955年（昭和30年）には、完成した山形市中央公民館の館長にも就任している。

### 郷土史家としての活動
1965年（昭和40年）から1983年（昭和58年）にかけて行われた山形市史編纂刊行事業に、嘉一は専任編集員として市史実務に従事した。編纂にあたって嘉一は中心的役割を果たし、膨大な史料の収集・整理・執筆を主導した。
市史以外にも長年にわたり郷土史の探求と文筆活動を継続し、地域文化史、伝記など広範な執筆領域で多大な業績を残し、鋭利かつ正確な史観には定評があった。新聞や雑誌に発表された研究成果や随筆の数は膨大で、地域文化の啓発向上に貢献した。これらの功績に対し、嘉一は1968年（昭和43年）9月に清河八郎文化賞、1973年（昭和48年）3月に三浦博士記念文化賞、1974年（昭和49年）7月には山形市政80年記念文化功労表彰を受賞している。1979年（昭和54年）11月には勲五等瑞宝章が授与され、1980年（昭和55年）11月には山辺町文化功労者表彰も受賞している。

## 主要著作
嘉一の研究領域は極めて広範で、地域文化史、人物伝、行政史、産業史、拓殖史など多岐にわたった。

### 単著
- 『郷土の伝説』 - 1926年（大正15年）[4]
- 『山形県議会史』 - 1951年（昭和26年）[4]
- 『やまがた明治零年』 - 1960年（昭和35年）[4]
- 『やまがた史上の人物』 - 1965年（昭和40年）[4]
- 『山形県史拓殖満州編』 - 1971年（昭和46年）[4]
- 『やまがた女人群像』 - 1978年（昭和53年）[4]
- 『やまのべ風土記』 - 1988年（昭和63年）[22]

### 編著・共著
- 『山形市史』 - 1965年-1982年、山形市史編集委員会編[4]

### 著作集
- 『後藤嘉一著作集』（全6巻） - 1978年-1979年[4]

## 年譜
- 1905年（明治38年）: 4月29日、山形県東村山郡山辺町に生まれる[1]
- 1920年（大正9年、15歳）: 3月、山辺小学校卒業[5]
- 1924年（大正13年、19歳）: 2月、「夕刊新山形」社に見習記者として入社[8]
- 1926年（大正15年、21歳）: 9月、『郷土の伝説』を出版、処女作となる[8]
- 1931年（昭和6年、26歳）: 5月、月刊誌『山形郷土研究』を創刊[14]
- 1939年（昭和14年、34歳）: 11月、満州移住協会報道部勤務のため上京[15]
- 1945年（昭和20年、40歳）: 終戦により帰郷[23]
- 1951年（昭和26年、46歳）: 『山形県議会史』出版[4]
- 1955年（昭和30年、50歳）: 2月、山形市中央公民館館長就任[19]
- 1960年（昭和35年、55歳）: 『やまがた明治零年』出版[4]
- 1965年（昭和40年、60歳）: 10月、山形市史編纂事業開始、専任編集員就任[22]
- 1968年（昭和43年、63歳）: 9月、清河八郎文化賞[4]
- 1971年（昭和46年、66歳）: 『山形県史拓殖満州編』出版[4]
- 1973年（昭和48年、68歳）: 3月、三浦博士記念文化賞[4]
- 1974年（昭和49年、69歳）: 7月、山形市政80年記念文化功労表彰[4]
- 1978年-1979年（昭和53年-54年）: 『後藤嘉一著作集』全6巻刊行[22]
- 1979年（昭和54年、74歳）: 11月、勲五等瑞宝章[4]
- 1980年（昭和55年、75歳）: 11月、山辺町文化功労者表彰[4]
- 1983年（昭和58年、78歳）: 3月、山形市史編纂事業完了[24]
- 1990年（平成2年、85歳）: 7月3日、山形市の至誠堂総合病院にて永眠[2]